# 荒野新生
《荒野新生》（英語：Into the Wild）是英國女作家艾琳·杭特的系列小說《貓戰士》的第一集，於2003年1月21日由哈珀柯林斯出版。中文版於2008年10月1日由晨星出版社出版。

## 故事概述
序章描述雷族與河族——由貓組成的兩支部族，爭奪陽光岩的戰役，而雷族因寡不敵眾而戰敗。在雷族貓們回營地療傷的同時，雷族族長藍星與巫醫斑葉從星族那兒得知了「火會拯救雷族」的預言。
故事開始於六個月大的家貓羅斯提做的一場在森林狩獵的夢，而後被貓飼料倒入盆子的聲音吵醒，於是羅斯提走到家外看森林。當他準備進入森林時，遇到了好友史莫奇，並從史莫奇口中得知有關森林的危險。但羅斯提仍然進入了森林，並在那裡試著獵一隻老鼠，結果遭到雷族見習生灰掌的攻擊。在纏鬥了一會兒後，灰掌率先停戰，並跟羅斯提說名森林中的四大貓族與他們的一些事。這時，藍星與雷族的資深戰士獅心出現了，雖然藍星一開始非常生氣羅斯提跑到雷族領土狩獵，但也承認羅斯提是一隻相當厲害的寵物貓，甚至還邀請羅斯提到雷族生活，並給予他一天的時間考慮。隔天，羅斯提與史莫奇道別後，獅心與白風暴便帶著羅斯提進入雷族營地。當藍星宣佈羅斯提即將加入雷族時，長尾在貓群中譏笑著羅斯提的出身，隨後羅斯提攻擊長尾來證明自己不是一般的寵物貓。最後羅斯提的項圈被扯斷，象徵星族已經接納他成為雷族的見習生，而羅斯提也獲得了他的新名——「火掌」。在雷族歡迎著這位新見習生的同時，當天稍早跟著巡邏隊前往陽光岩防止河族入侵的烏掌傷痕纍纍地跑進營地，把副族長紅尾的死訊告知全族後卻又因肩膀受傷而不支倒地，接著虎爪拖著紅尾的屍體進入營地。在那天結束之前，藍星任命獅心為新的副手，全族為紅尾哀悼。
火掌已經受訓兩個多月了，在他進行第一次的狩獵任務途中，遇見了影族前巫醫黃牙。與黃牙決鬥之後，火掌決定幫這隻又老又餓的母貓狩獵，不料被藍星等人發現。事後火掌被處罰去照顧黃牙，而藍星也決定親自指導火掌。幾天後，火掌、灰掌和烏掌開始了他們的見習生測驗，在測驗途中火掌遇到了史莫奇。
在第一集書末，火掌成為了戰士「火心」。同時也感受到虎爪愈來愈深的敵意，也認為虎爪是否不可信任。本書也在此畫下句點。

## 資料來源
1. ↑  Into the Wild (Warriors, Book 1) (Hardcover)(Amazon.com)